# Taosa muliebris
Taosa muliebris är en insektsart som först beskrevs av Walker 1858.  Taosa muliebris ingår i släktet Taosa och familjen Dictyopharidae. Inga underarter finns listade i Catalogue of Life.